# Малая Солтановка
Ма́лая Солта́новка (укр. Мала Солтанівка) — село, входит в Васильковский район Киевской области Украины. Расположено на берегу реки Стугна.
Население по переписи 2001 года составляло 1346 человек. Почтовый индекс — 08640. Телефонный код — 4571. Занимает площадь 3,248 км². Код КОАТУУ — 3221484901.
Местный совет: 08640, Київська обл., Васильківський р-н, с. Мала Солтанівка, вул. Першотравнева,11

## История
В ХІХ столетии село Малая Солтановка было в составе Мотовиловской волости Васильковского уезда Киевской губернии. В селе была Николаевская церковь. Священнослужители Николаевской церкви:
- 1799—1811 — священник Корней Яковлевич Корнеевский
- 1847—1851 — священник Тимофей Грищинский
- 1847 — дьячок Андрей Княжницкий
- 1865 — священник Дмитрий Тимофеевич Грищинский

Л. И. Похилевич в книге «Сказания о населенных местностях Киевской губернии» так повествует об истории этих мест:

Солтановка Великая и Малая, два небольшие селения, в двух верстах одно от другого, по реке Стугне, выше Василькова, расположенные, из коих в первом 725 душ обоего пола, а в другом 665. Принадлежат: Малая Солтановка вместе с деревней Руликовым (см Мытница) и 2456 десятин земли братьям Августу и Иосифу Кондратьевичам Руликовским Великая Солтановка с 1323 десятинами земли сестре их Екатерине, бывшей замужем за Порфирием Шиповским. Название своё села эти получили от дворянской фамилии Солтан, из которой наиболее известен православный митрополит Киевский Иосиф II Солтан. Он был прежде принятия духовного сана земским подскарбием. Еще прежде 1581 года в актах упоминается Кирик Солтан, владелец Солтановки. В 1612 году Ян Аксак, судья Киевский и дедич Мотовиловский послал на урочище Красно, до Солтановки принадлежавшее, 60 плугов с людьми, которые самоправно вспахавши поле, засеяли его «ярым збожем». Ян Солтан занес в том же году жалобу до гроду Киевского. Через два года жаловался, что судья наслал своих людей на Соловиевскую пушу (лес), принадлежащую ему, Солтану, и в ней произвел опустошения и поруби. В 1636 году Солтаны вынуждены были продать судье Стефану Аксаку своё имение «сь замкомъ въ местечку Солтаповци и зо всимъ будованіемь и стрельбою будучою», как выражается продажный акт. С Солтановкой продана Соловиевка, как тогда называлась Солтановка Малая, а также Даниловка над речкой Бобрицей и все эти имения за 9000 злотых польских, считая в каждом по 30 грошей. Думают, что Малая Солтановка или Соловиевка древнее Великой и существовала уже в XII веке и вместе с Гуляниками или Мотовиловкой принадлежала Киево-Печерской Лавре. Не знаем к этой ли эпохе, или еще древнейшей, должно относить замковище в Малой Солтановке над яром, на высокой горе. Оно обведено высоким валом. По преданию жителей, когда-то в этом замке заперты были зачумленные турки. В Великой Солтановке также есть древнее замковище окруженное валом, отчасти поврежденным. Есть также две могилы, называемые Близнятами, без сомнения от сходной форм и от близкого соседства. К древностям Солтановки нужно также отнести то, что недавно на полях её, невдалеке от Унавы, найден случайно в земле глиняный кувшин древней формы. Он замечателен тем, что на внешней стороне его, в тройном ряду украшении, находились неизвестные знаки, которые некоторые из окрестной польской шляхты признавали за дворянские гербы предков их. Кувшин этот имел высоты до 7-ми вершков, сделан из черной муравленной глины и ничего не содержал в себе кроме земли. Но глубже под ним оказался пепел сожженного тела, остатки костей и угли, а самая земля в том месте выжжена была до красноты кирпича.

В начале истекшего века, православные церкви существовали в обеих Солтановках. Унию они кажется приняли в одно время с церквами Белоцерковщины, то есть около 1737 года. В визите 1746 года (Хвастовс. декан.) отмечено, что Свято-Михайловская церковь в Великой Солтановке не была освящена и не имела особого священника и что как в ней, так и Мало-Солтановской Николаевской церкви совершал Богослужение и исполнял требы священник Григорий. В Малой Солтановке церковь и ныне существует та самая, которая еще в начале прошлого века построена и описана в приведенной нами визите 1746 года. В Великой же Солтановке на место прежней обветшавшей церкви построена в 1842 году нынешняя. Обе церкви причислены к 7-му классу; земли находится при Велико-Солтановской церкви указная пропорция, а при Мало-Солтановской 43 десятины.
В 2000-е годы клирик неканонической юрисдикции РПЦЗ(В-В) Алексий (Пергаменцев) начал возводить здесь целый православный комплекс